# Łukasz Głuszczak
Łukasz Głuszczak (ur. 18 października 1889 w Łazach, zm. 9 lub 19 grudnia 1977 w Katowicach) – polski urzędnik, prezes Wyższego Urzędu Górniczego w Katowicach (1946–1948).

## Życiorys
W 1905, za udział w strajku szkolnym, został wydalony ze Szkoły Realnej w Warszawie. Naukę kontynuował w Szkole Polskiej Wróblewskiego w Warszawie, którą ukończył w 1909. Rok później, jako eksternista, zdał drugą maturę (rosyjską) w Kadeckim Korpusie w Warszawie.
W 1910 rozpoczął studia w Instytucie Górniczym w Petersburgu. Studiów tych nie ukończył, albowiem wybuch I wojny światowej zaskoczył go w czasie praktyk wakacyjnych w Królestwie Polskim. W czasie wojny pracował w kopalni Jerzy w Niwce. W 1919 był początkowo zastępcą naczelnika, a od 1 sierpnia 1919 do 31 marca 1931 naczelnikiem Okręgowego Urzędu Górniczego w Częstochowie. W 1925 ukończył studia w Akademii Górniczej w Krakowie, uzyskując tytuł inżyniera górniczego - magistra nauk technicznych. W latach 1931–1939 był dyrektorem Kasy Chorych (od 1933 Ubezpieczalni Społecznej) w Częstochowie. Po wybuchu II wojny światowej przedostał się przez Rumunię do Francji. Tam od lutego 1940 pracował w kopalniach węgla brunatnego, uczestniczył także w ruchu oporu. Od października 1944 pracował w polskiej służbie konsularnej, początkowo jako referent w konsulacie w Tuluzie, naczelnik wydziału paszportowego w Konsulacie Generalnym w Paryżu, przez ostatni rok swojej pracy kierował też konsulatem w Lyonie (do maja 1946), w służbie konsularnej pozostawał do lipca 1946. Następnie powrócił do Polski, początkowo pracował jako inspektor przemysłowy w Mikołowskim Zjednoczeniu Przemysłu Węglowego. Od 1 października 1946 do 30 czerwca 1948 był prezesem Wyższego Urzędu Górniczego w Katowicach, w latach 1948-1950 członkiem Rady Techniczno-Gospodarczej w Centralnym Zarządzie Przemysłu Węglowego w Katowicach, od stycznia 1950 do 1958 naczelnikiem wydziału w Ministerstwie Górnictwa (od 1957 Ministerstwie Górnictwa i Energetyki). Ponadto wykładał w Wieczorowej Szkole Inżynierskiej w Katowicach (od 1950 lub 1952 do likwidacji WSI jako odrębnego podmiotu w 1956) i w latach 1950-1968 na Wydziale Górniczym Politechniki Śląskiej (wykładał prawo górnicze i zasady BHP). Pracował także jako biegły sądowy do spraw wypadków i bezpieczeństwa pracy w górnictwie.
Został pochowany na cmentarzu przy ul. Sienkiewicza w Katowicach.

## Odznaczenia
- Medal 10-lecia Polski Ludowej (1954)[7]